# Minos

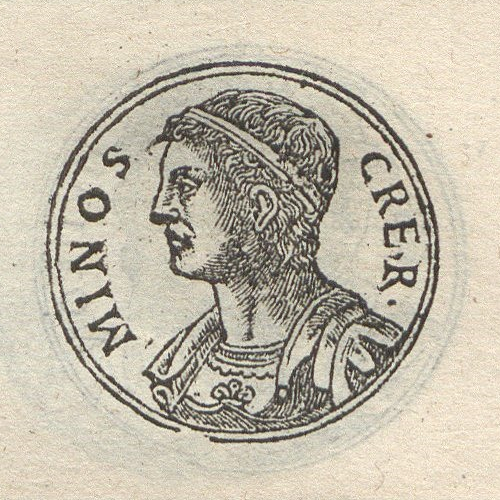
Minos trong Promptuarii Iconum Insigniorum

Trong thần thoại Hy Lạp, Minos (Tiếng Hy Lạp cổ: Μίνως) là vua xứ Crete, con của thần Zeus và Europa. Sau khi mất, Minos trở thành người phán xét của cái chết ở địa ngục. Nền văn minh Minos thời tiền Hy Lạp của đảo Crete đã được đặt theo tên ông. Ông cưới Pasiphaë, sinh ra Ariadne, Androgeus, Deucalion, Phaedra, Glaucus, Catreus, Acacallis, và nhiều người khác.
Minos, cùng với hai người anh là Rhadamanthys và Sarpedon, được vua Asterion (hay Asterius) của Crete nuôi nấng. Khi Asterion qua đời, Minos giết Sarpedon và theo một số tài liệu, ông giết cả Rhadamanthys rồi xưng vương.